# ヒル＝バートン法
病院の調査と建設のための法律、通称ヒル=バートン法（ヒルバートンほう, 英Hill-Burton's Act）は1946年に第79回連邦議会を通過した米国の連邦法である。オハイオ州選出のハロルド・H・バートンとアラバマ州選出のJ・リスター・ヒル議員の後援を受けたもの。

## 歴史
第二次大戦直後、トルーマン大統領の提案を受けて、米国の病院システムの物理的な充実のために、各州に1000人あたり4.5床の病床の整備を目指して予算を立てられた。連邦政府の助成額に応じて、各州および地方自治体が同額の支援をすることを義務付けたため、連邦政府の拠出は実質的に3分の1であった。
各州はその支援先を自由に決めることができたが、特定の医療機関に偏ることが無いよう、一たび補助を受けた機関は次回の補助候補リストの末尾に下げるように取り決められている。
本法による助成を受けた医療機関には、下記の条件を課された：
- 人種・色・出身国・家系による差別の禁止。
- 支払い能力に乏しい地域住民のために、｢相当の｣無償診療を提供すること。当初は助成後20年間に渡って義務付けられた。
- 州政府と地方自治体は助成医療機関の経営能力を証明する必要があった。
  - そのため、貧困地域よりは中流地域への助成が増えた。
  - 市場原理によっていれば淘汰されたであろう病院が復活した。
- メディケア・メディケイドの設立時には、これらへの参加も義務付けられた。

しかし現実にはこれらの義務が完全に守られることは少なかった。無償診療の分量も法的には定義されず、取締規定もなかった。1970年代に貧困層を代弁する弁護士たちが違法状態にある医療機関を相手に訴訟を始めるまで、状況は改善しなかった。
1973年に本法は失効するはずだったが、期限間近に1年間延長された後、1975年に「公衆衛生法」の第16章として再編された。最大の修正点は、規制メカニズムの導入（患者の支払い能力についても定義された）と、無償診療の義務期間の延長（助成後20年間から無期限に延長）である。1979年になってようやく、無償診療の「相当のレベル」が定義された。

## 日本への影響
1993年（平成5年）に発足した「医療施設近代化施設整備事業」は、河北総合病院理事長・河北博文の発案により、本法を参考に斉藤十朗・橋本龍太郎 ・山口剛彦・奥野健一らとの対話を通じて実現した。医療機関の施設整備のための資金を、国・都道府県・医療機関がそれぞれ3分の1を負担しながら、診療報酬を経由せずに直接医療機関に対して助成する制度である。